# Châtillon-en-Vendelais
Châtillon-en-Vendelais (bret. Kastellan-Gwennel) – miejscowość i gmina we Francji, w regionie Bretania, w departamencie Ille-et-Vilaine.
Według danych na rok 1990 gminę zamieszkiwało 1526 osób, a gęstość zaludnienia wynosiła 48 osób/km² (wśród 1269 gmin Bretanii Châtillon-en-Vendelais plasuje się na 408. miejscu pod względem liczby ludności, natomiast pod względem powierzchni na miejscu 250.).